# Dardurus saltuosus
Dardurus saltuosus är en spindelart som beskrevs av Davies 1976. Dardurus saltuosus ingår i släktet Dardurus och familjen mörkerspindlar.
Artens utbredningsområde är New South Wales. Inga underarter finns listade i Catalogue of Life.